# Deputazione abruzzese di storia patria
La Deputazione abruzzese di Storia Patria è un'organizzazione non a scopo di lucro con sede all'Aquila, dedicata alla documentazione e alla divulgazione di materiale inerente alla storia dell'Abruzzo. È intitolata alla memoria di Anton Ludovico Antinori, storico e religioso aquilano del XVIII secolo, autore degli Annali degli Abruzzi, monumentale opera che costituisce il caposaldo della ricerca storica abruzzese.
Dal 1889 l'organizzazione possiede una sua pubblicazione ufficiale, il Bullettino della Deputazione abruzzese di Storia Patria. La sua sede storica è situata presso il monastero adiacente alla basilica di Santa Maria di Collemaggio; in seguito al terremoto dell'Aquila del 2009, l'associazione ha preso temporaneamente sede in località Bazzano.

## Storia
La Deputazione fu fondata all'Aquila il 26 settembre 1888 come Società di storia patria "Anton Ludovico Antinori" degli Abruzzi. Con Regio Decreto del 1910, l'organizzazione venne elevata a Regia Deputazione di storia patria degli Abruzzi, con approvazione del ministro della Pubblica Istruzione Edoardo Daneo.
Nel 1950 lo Statuto fu aggiornato e ratificato con firma del presidente della Repubblica italiana Luigi Einaudi e del ministro Guido Gonella. Lo Statuto attualmente in vigore è invece datato al 2015.

### Membri storici

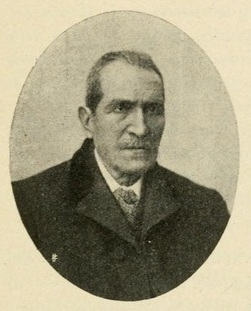
Antonio De Nino, illustre archeologo della seconda metà del XIX secolo.

Al momento della fondazione della Deputazione fu acclamato presidente onorario il ministro della Pubblica Istruzione Paolo Boselli, che ne viene riconosciuto il fondatore; tra i soci fondatori ci furono Theodor Mommsen, Ferdinando Gregorovius, Alessandro d'Ancona, il Renier, il Villaril, il barone Raffaele Cappelli, Francesco Savini, Giuseppe Rivera, Antonio De Nino, Giovanni Pansa. 
Nel 1890 la deputazione collaborò con Benedetto Croce, Felice Tocco e Paul Sabatier. In seguito, nella Deputazione furono iscritti Filippo Masci, Nunzio Federico Faraglia, Vincenzo De Bartholomaeis, Giulio de Petra, Vincenzo Balzano, Gennaro Finamore, Giuseppe de Blasiis. 
Nel 1911 aderirono Vincenzo Federici, Enrico Carusi, Luigi Serra, Ernesto Monaci; costui a Napoli scopri il Laudario aquilano e La leggenda di Santa Caterina, opere in versi composte dallo storico Buccio di Ranallo, già autore delle più famosa Cronache aquilane. L'attività della Deputazione in quegli anni non si limitò alla sola ricerca storica su monumenti, storia delle città e personaggi illustri, ma di concerto con le istituzioni promosse anche il restauro dell'abbazia di San Clemente a Casauria, per il quale si impegnarono in prima persona il Chini, il Cipolla, il de Bartholomaeis.
Nel 1914 alla Deputazione aderirono Francesco Filomusi Guelfi e Gioacchino Volpe; nel 1918 Erasmo Percopo e Mauro Inguanez, poi Francesco D'Ovidio, P. Aniceto Chiappini; nel 1921 è la volta di Ettore Paris e Nicola Barone, nel 1922 aderiscono Enrico Abbate, noto alpinista e autore delle Guide del Gran Sasso e dell'Abruzzo, poi Antonio Panella, Francesco Torraca, Giovanni Gentile. Nel 1924 divenne socio Roberto Cessi, che già nel 1908 aveva collaborato al Bullettino col suo studio Notizie e documenti intorno alla vita di San Giovanni di Capistrano, mediante ricerche svolte presso le biblioteche di Padova.
A partire dal 1927 si fanno soci Calisse e Barbadoro, ed eletti deputati Gioacchino Volpe, che sarà successivamente presidente, e Vincenzo Costanzi; nel 1931 vi si aggiunsero Leopoldo Cassese e Amedeo Maiuri e nel 1933 Ugo Rellini. Nel 1934 vi si aggiunse Ruggero Moscati; nello stesso anno i membri giurarono fedeltà al fascismo e, di conseguenza, da essa vi si allontanò, per diverse posizioni politiche, Benedetto Croce.

Benedetto Croce, membro onorario sino al 1934.

Dopo la guerra, l'istituzione fu riorganizzata, vi aderirono Luigi e Vincenzo Rivera, Ugo Speranza, Gaetano Sabatini; negli anni Settanta, sotto la guida del presidente Pasquale Santucci, con supporto dello storico aquilano Alessandro Clementi, la Deputazione visse uno dei suoi momenti più floridi: al Bullettino si affiancarono in breve tempo ben sette Collane editoriali tematiche, che hanno dato struttura organica alle pubblicazioni dell'associazione, in precedenza sporadiche o occasionali. Durante la presidenza di Gabriele Sartorelli, la Deputazione partecipò inoltre alle iniziative culturali per il V centenario dell'introduzione della stampa in Abruzzo, avvenuta all'Aquila grazie al contributo dello stampatore Adamo da Rotweill. A Sartorelli successe quindi Clementi, che intraprese numerose importanti attività, tra le quali l'allestimento del Convegno Nazionale di storia locale nazionale.
Negli anni Novanta, con la presidenza di Francesco Sabatini, si allargò la base associativa e si intrapresero nuove iniziative di ricerca e approfondimento storiografico; venne inoltre avviata la pubblicazione di un newsletter semestrale per offrire aggiornamenti e informazioni sulle attività. 
Il terremoto dell'Aquila del 2009 causò gravi danni alla sede dell'associazione, fino a quel tempo situato presso il monastero adiacente alla basilica di Santa Maria di Collemaggio; sia la Deputazione che la biblioteca provinciale Salvatore Tommasi, con anche la biblioteca del conservatorio Alfredo Casella, sono state poi temporaneamente trasferità in località Bazzano.

## Attività
La finalità della Deputazione è, secondo l'articolo 1 dello Statuto, la ricerca delle fonti, l'illustrazione, la ricostruzione della storia dell'Abruzzo. La ricerca confluisce ordinariamente nel Bullettino, la cui pubblicazione, iniziata nel 1889, è proseguita ininterrottamente sino ad oggi. Questo è costituito da una serie di volumi di ricerche, con varie monografie di studi e ricerche su vari campi della storia abruzzese, compilati dagli storici, architetti, scienziati, letterati membri dell'associazione.
Accanto al periodico, sono stati pubblicati sino dai primi tempi, determinati contributi in serie libera; tra questi possono citarsi opere del De Bartholomaeis, del Chini, del De Caesaris. Inoltre sono stati editi dalla Deputazione i volumi miscellanei per il Quinto Centenario dell'incoronazione di Papa Celestino V, per il Secondo centenario della morte di A.L. Antinori e i tre volumi del Convegno storico Abruzzese-Molisano del 1931.
Nel 1977 è stata fondata la collana Documenti per la storia d'Abruzzo, destinata ad accogliere la pubblicazione di documenti e regesti. Il primo volume della serie, intitolato Il Regesto Antinoriano, a cura di Salvatore Piacentano, fu accolto positivamente nel mondo culturale italiano. Successivamente sono nate altre collane e attualmente sono alimentate regolarmente sette serie monografiche o miscellanee.

## Strutture

### La biblioteca Anton Ludovico Antinori
La biblioteca della DASP sorse nel 1888, raccogliendo le numerose pubblicazioni di cui l'istituzione veniva in possesso per singole donazioni di privati, acquisizioni dirette e recensioni sul periodico, oltre al Fondo Antinori, la biblioteca privata del cardinale presso il palazzo Antinori. 
Le donazioni private arrivarono soprattutto dalle famiglie Bafile e Rivera, nonché dagli avvocati Sartorelli e Ciarletta. Nella biblioteca della DASP sono raccolte quasi tutte le complete pubblicazioni periodiche delle varie Deputazioni e Società Storiche d'Italia, oltre che le produzioni editoriali periodiche di 150 istituti, italiani e stranieri, con cui la DASP intrattiene rapporti; tra le pubblicazioni anche le edizioni cinquecentine dell'area abruzzese.
La biblioteca Antinori afferisce al Polo aquilano del Servizio Bibliotecario Nazionale, attivo dal 1993 per iniziativa della biblioteca provinciale Salvatore Tommasi e dell'Università degli studi dell'Aquila.